# Crisis de abril
La crisis de abril de 1917 en Rusia fue el primer conflicto grave entre el Gobierno provisional ruso y el Sóviet de Petrogrado tras la creación de ambos durante la Revolución de Febrero. Surgida por el desacuerdo entre los objetivos de paz condicional de los dirigentes de la mayoría en el Sóviet (Consejo) y la postura a favor de la continuación de la participación rusa en la guerra manteniendo los objetivos del anterior régimen zarista, llevó a la dimisión del ministro de Exteriores, Pável Miliukov y a la formación del primer gabinete de coalición entre liberales y socialistas moderados, que se mantuvo con grandes tensiones hasta la Revolución de Octubre cuando los bolcheviques derrocaron al Gobierno.

## Antecedentes
Tras la Revolución de Febrero, la cooperación entre el Gobierno provisional y el Sóviet de Petrogrado parecía fluida. Durante la reciente celebración de la primera conferencia nacional de los sóviets, la postura de cooperación con el Gobierno liberal llevada a cabo por el Sóviet de la capital había recibido el apoyo abrumador de los delegados. El programa de Gobierno pactado entre el comité ejecutivo del Sóviet capitalino y el Comité provisional de la Duma Estatal anunciado el 2 de marzojul./ 15 de marzo de 1917greg., pero sin abandonar mientras el conflicto mundial. El 23 de marzojul./ 5 de abrilgreg., sin embargo, no incluía mención alguna a la política exterior del país. Ante la importancia del asunto, presentó una segunda declaración más detallada de su programa cinco días más tarde en la que, por primera vez, se trataban la guerra y los asuntos exteriores del país:

El Gobierno cree que el espíritu de patriotismo manifestado durante la lucha del pueblo contra el antiguo régimen inspirará también a nuestros gallardos soldados en el campo de batalla. Por su parte, el Gobierno realizará todos los esfuerzos necesarios para pertrechar a nuestro Ejército con todo lo necesario para alcanzar un final victorioso en la guerra.

El Gobierno respetará escrupulosamente las alianzas que nos unen a otras potencias y cumplirá concienzudamente con los acuerdos pactados con los aliados.

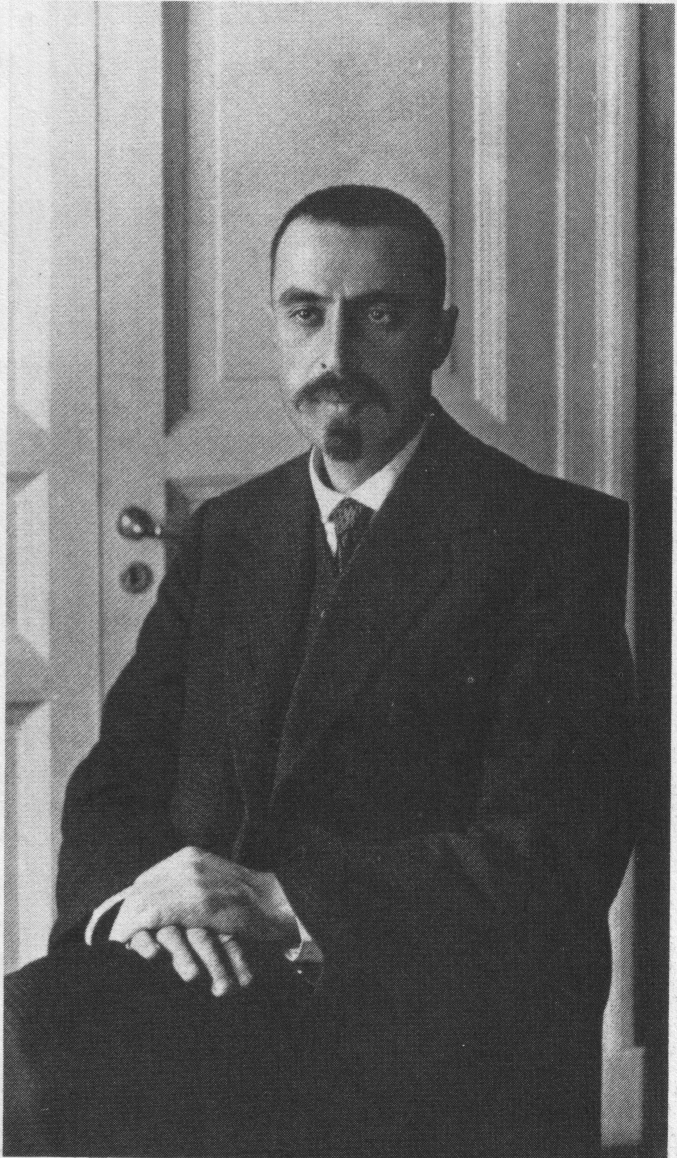
Irakli Tsereteli, destacado menchevique que logró imponer el «defensismo revolucionario» como posición del Sóviet de Petrogrado y de su comité ejecutivo y que dirigió las conversaciones con el Gobierno provisional durante la crisis de abril que acabó con la marcha de Pável Miliukov y Aleksandr Guchkov y el ingreso de ministros socialistas en el gabinete.

Esta declaración mostraba la decisión del Gobierno de no cambiar la postura rusa anterior a la Revolución de Febrero y reflejaba la opinión del ministro de Exteriores, Pável Miliukov, dirigente de los kadetes. Miliukov esperaba erróneamente que una ola de patriotismo facilitase el reforzamiento del frente y de las operaciones militares; la mayoría de la población, por el contrario, hacía tiempo que había perdido cualquier entusiasmo por la contienda. Se esperaba, en efecto, que el nuevo Gobierno abandonase los objetivos expansionistas del anterior y se dedicase a lograr una paz democrática entre los contendientes. La capacidad del Ejército de continuar el conflicto, a pesar del respaldo explícito de algunas unidades a mantenerse en la guerra, era muy dudoso. Para Miliukov, cualquier cambio de la política exterior rusa respecto a la guerra debía pactarse con los Aliados. En su opinión, el camino a la paz era el de la victoria militar.
Dos días más tarde, el 9 de marzojul./ 22 de marzogreg., Miliukov reiteró en una rueda de prensa que la revolución no se extendería a la política exterior rusa. Según Miliukov, la revolución había acercado Rusia a los Aliados al convertirla en un país democrático que defendía los mismos objetivos de justicia y democracia que estos. El ministerio apenas sufrió cambios de personal, de acuerdo con la línea continuista de Miliukov y a pesar de las protestas de algunos revolucionarios. A pesar de negarlo, el ministro defendía la política expansionista rusa de sus predecesores y pronto trató de obtener garantías Aliadas sobre las promesas territoriales realizadas anteriormente al país. Los Aliados se habían comprometido a favorecer la anexión rusa del mar de Mármara, el Bósforo y los Dardanelos, además de Constantinopla y ciertas zonas costeras anejas. Además, un acuerdo con Francia había prometido recientemente a Rusia ampliar sus fronteras occidentales mientras Francia hacía lo propio con las suyas orientales.
La postura a favor de una paz con condiciones del Sóviet publicada el 14 de marzojul./ 27 de marzogreg. se encontró con las declaraciones contrarias del ministro de Exteriores del Gobierno provisional. El 22 de marzojul./ 4 de abrilgreg. y por influencia del Tsereteli, el comité ejecutivo del sóviet había adoptado la postura «defensista revolucionaria», a favor de una paz democrática entre los contendientes, pero sin abandonar mientras el conflicto mundial. El 23 de marzojul./ 5 de abrilgreg., Miliukov había declarado que Rusia combatía para obtener los territorios con población de lengua ucraniana de Austria-Hungría, Constantinopla y los estrechos del mar Negro, indignando intensamente a los miembros del Sóviet; tachó la petición del Sóviet de una paz sin anexiones ni compensaciones como una «fórmula alemana que tratan de hacer pasar por socialista internacionalista». Para el Sóviet de Petrogrado, la renuncia a las anexiones territoriales eran un requisito para emprender la firma de una paz negociada. Las publicaciones desataron una campaña crítica con el Gobierno y, en especial, con Miliukov por su actitud ante la guerra. Este contraatacó a través de Rech, el diario de su partido, y trató al tiempo de recabar el apoyo de las tropas, tanto las de la capital como las del frente, para su posición, lo que ponía en peligro la autoridad del sóviet. Para el ministro de Defensa, el Sóviet no era más que el representante pasajero de una parte minúscula de la población rusa, sin autoridad para dictar la política exterior de la nación, que él deseaba que continuase siendo proaliada y dominada por el Consejo de Ministros.
Miliukov sólo logró acallar la críticas de sus colegas en el Consejo de Ministros amenazando con dimitir y retirar a los miembros de su partido del Gobierno, en el que eran mayoría. Al día siguiente, la comisión de enlace del Sóviet con el Gobierno, encabezada por Irakli Tsereteli, acudió a tratar los desacuerdos con el Gobierno. Aunque ambas partes coincidían en la necesidad de reforzar el frente, disentían sobre la política exterior más adecuada para lograrlo. Los delegados del Sóviet expusieron su postura defensista —convertida gracias a la influencia de Tsereteli en mayoritaria en el comité ejecutivo del Sóviet y dominante hasta el otoño—: la necesidad de rechazar los antiguos tratados imperialistas y proclamar que la continuación de la guerra era necesaria sólo hasta la próxima conclusión de una paz general negociada. Frente a esta posición, el Gobierno se mostró dividido: Miliukov rechazó los razonamientos del Sóviet, pero otros ministros se mostraron más dispuestos a aceptarlos en parte. Esta larga sesión acabó simplemente con la promesa del Gobierno de estudiar las propuestas del Sóviet. En las deliberaciones posteriores, Miliukov se encontró en minoría. El gabinete redactó una proclama que no fue del gusto del Sóviet que la rechazó, aunque el Gobierno se negó a realizar más concesiones que las que reflejaba el documento.
El 27 de marzojul./ 9 de abril de 1917greg., sin embargo, el Gobierno se vio forzado a publicar una rectificación a las declaraciones del ministro, ya con el beneplácito del Sóviet de Petrogrado, que creyó reflejaba el abandono a las anexiones territoriales que defendía. La declaración, sin embargo, se hizo simplemente para calmar al Sóviet y a los partidos socialistas, sin intención real de cambiar la política del Gobierno y sin ser comunicada en el extranjero. Miliukov siguió haciendo declaraciones en defensa de la anexión de Constantinopla y los estrechos, atizando así la oposición al Gobierno. Las diferencias de opinión entre la mayoría del gabinete y el Sóviet —cuya opinión representaba en solitario Kérenski en el Consejo de Ministros— subsistían. La presión de otros ministros y de la delegación socialista aliada no consiguió obligar a Miliukov a publicar una nueva nota dejando claro la renuncia rusa a las anexiones e indemnizaciones de guerra, a pesar de su promesa de hacerlo.
El 14 de marzojul./ 27 de marzo de 1917greg. el Sóviet de Petrogrado había publicado su llamada a la paz mundial basada en un pacto que excluyese las anexiones y las indemnizaciones de guerra. Preocupado por la divergencia entre sus llamamientos y las declaraciones del Gobierno, el Sóviet de Petrogrado trató de que el gabinete publicase su llamamiento a la paz como declaración oficial, reuniéndose una delegación del Sóviet con el gabinete el 11 de abriljul./ 24 de abril de 1917greg..

## Negociaciones entre el Sóviet de Petrogrado y el Gobierno provisional

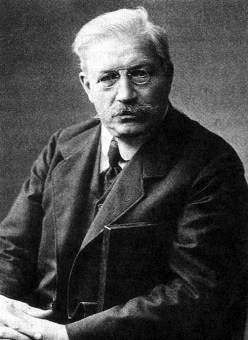
Pável Miliukov, ministro de Exteriores del Gobierno provisional ruso y partidario de que Rusia continuase luchando en la Primera Guerra Mundial, fue el causante y principal víctima de la «crisis de abril».

La delegación del Sóviet de Petrogrado, que incluía a Matvéi Skóbelev, Irakli Tsereteli y Víctor Chernov, recién regresado del exilio y muy crítico con las acciones de Miliukov, defendió la publicación del manifiesto de marzo como documento oficial, argumentando que la renuncia a los objetivos imperialistas del antiguo régimen reforzaría la imagen de Rusia entre los Aliados y la decisión de los soldados del frente a continuar la lucha, esta vez en defensa de objetivos más democráticos.
Miliukov se mostró claramente contrario, expresando su convicción de que la publicación del manifiesto avivaría los temores de la Entente sobre una próxima retirada de Rusia de la guerra. Ante la falta de respaldo de sus colegas de gabinete, que no deseaban entrar en disputas con el Sóviet, cedió finalmente. Los representantes del Sóviet asumieron que la nota que publicaría Miliukov sería la emitida por el Sóviet en marzo y que se haría inmediatamente, pero no fue así.

## Tensión
Mientras Miliukov retrasaba la publicación del manifiesto, el Gobierno trataba de recabar el apoyo explícito del Sóviet para un nuevo crédito de guerra, el llamado «Crédito por la Libertad», que el Sóviet se negó a respaldar hasta que se hubiese publicado el comunicado a favor de la paz y renunciando a los objetivos del antiguo régimen que se iba posponiendo.
El Sóviet de Petrogrado contó con el respaldo de las delegaciones Aliadas que llegaban a Rusia y que, aunque simpatizaban en ocasiones con Miliukov, creían que su posición no favorecería la revitalización de las operaciones militares rusas y lo consideraban con escasa influencia. Las declaraciones de Kérenski el 19 de abriljul./ 2 de mayogreg. sobre la próxima entrega a los Aliados de una nueva nota diplomática causó disgusto en el gabinete, que las desmintió dos días más tarde, pero al precio de enfurecer a su vez al Sóviet, que exigió su inmediata entrega a los Aliados. Miliukov, por su parte, seguía rechazando una estrategia militar puramente defensiva y rechazaba que el Gobierno se plegase a los dictados del Sóviet en política exterior.
El presidente del Gobierno, príncipe Gueorgui Lvov, avisó al Sóviet de Petrogrado la noche del 19 de abriljul./ 2 de mayogreg. de la comunicación del manifiesto oficialmente a los Gobiernos Aliados y a la prensa, pero esta nota contenía un anexo de Miliukov que disgustó profundamente a los dirigentes del Sóviet. El añadido de Miliukov dio la impresión a los socialistas de expresar un apoyo a la continuación incondicional de la guerra y al mantenimiento de los objetivos zaristas, incluyendo las indemnizaciones de guerra. Su entrega a los Aliados el día anterior, Primero de mayo pareció una afrenta intencionada de Miliukov. Este se había limitado a añadir el anexo a la nota original, recalcar la intención de Rusia de continuar combatiendo hasta la «victoria decisiva» y sustituir la mención de anexiones e indemnizaciones por «garantías y sanciones», léxico que despertó las sospechas del Sóviet.

## Oposición del Sóviet de Petrogrado
Inmediatamente se reunió el comité ejecutivo del Sóviet de Petrogrado, que mostró su indignación por la medida de Miliukov. Muchos veían la nota del ministro como una provocación intencionada hacia el Sóviet. La sesión fue tensa y unánime el rechazo a la nota de Miliukov. Las medidas contra la acción del Gobierno, sin embargo, fueron intensamente debatidas, no habiendo acuerdo de principio sobre lo que el Sóviet debía hacer como respuesta. Algunos, especialmente los miembros más izquierdistas, defendieron hacer un llamamiento al pueblo a salir a las calles para protestar contra la actitud gubernamental. Finalmente la propuesta moderada de Tsereteli de negociar con el Gobierno antes de hacer un llamamiento al pueblo fue aprobada por la mayoría. Tsereteli había advertido que un llamamiento a las masas podía desembocar fácilmente en el desencadenamiento de la guerra civil, que la mayoría de los dirigentes del Sóviet deseaban evitar, especialmente si existía la posibilidad de mantener la cooperación con el Gobierno.

## Manifestaciones y enfrentamientos
Al día siguiente, sin embargo, tuvieron lugar grandes manifestaciones en la capital contra el ministro de Exteriores. La población conocía por las sesiones del Sóviet de Petrogrado la actitud de este sobre la guerra y la promesa gubernamental de rectificar, incumplida claramente según las noticias de la prensa matutina. Las multitudes, que incluían al regimiento Finlandski, acudieron al Palacio Mariinski, sede del Gobierno, que quedó rodeado. La multitud exigía la dimisión de Miliukov y, en ocasiones, también el derrocamiento del Gobierno provisional. El comité ejecutivo envió inmediatamente delegados para explicar a los manifestantes que no se les había llamado a manifestarse, logrando dispersarlos. Por su parte, la burguesía de la ciudad también salió —por última vez durante el periodo interrevolucionario— a las calles de la capital para mostrar su apoyo al Gobierno; durante dos días de gran tensión, el país se encontró al borde de la guerra civil.
Hubo, no obstante, choques menores entre los soldados favorables al Gobierno y los que se manifestaban en otras partes de la ciudad y el orden sólo retornó el 21 de abriljul./ 4 de mayogreg. con la prohibición del Sóviet de nuevas manifestaciones durante dos días. Mientras, el comandante de la guarnición local, el general Lavr Kornílov, había ordenado a las tropas desplegarse con la artillería en la plaza del palacio de Gobierno, habiéndose amotinado algunas unidades, negándose a ello e informando al Sóviet de la orden. El Sóviet de Petrogrado ordenó a Kornílov que mandase a las tropas regresar a los cuarteles y lo logró, pero enemistándose con el general, que dimitió poco después. Al tiempo, el comité ejecutivo prohibió que las tropas se desplegasen por la capital sin su permiso explícito. A pesar de sus declaraciones contrarias, el Sóviet de Petrogrado había tomado el control de las tropas, lo que disgustó tanto al Consejo de Ministros como al alto mando. Esta intromisión en asuntos militares, supuestamente reservados en exclusiva al Gobierno, desencadenó una crisis en el gabinete, en el que se planteó la conveniencia de romper relaciones con el Sóviet o formar un nuevo Consejo de Ministros en coalición con representantes soviéticos; esta última opción fue la que se adoptó finalmente, a pesar de las desavenencias entre los ministros.

## Negociaciones con el Gobierno provisional
El 20 de abriljul./ 3 de mayo de 1917greg., el primer día de protestas en la ciudad, el primer ministro se entrevistó con Tsereteli para tratar de aclarar la situación, explicando la razón del Gobierno para aprobar el anexo de Miliukov a la declaración de Sóviet de manera poco convincente para Tsereteli. Este solicitó la renuncia de Miliukov, que Lvov y Nekrásov se negaron a plantearse, temiendo perder el apoyo de los kadetes al Gobierno. Para acabar con la crisis, Lvov propuso, y el Sóviet aceptó, la celebración esa misma noche de conversaciones entre el Sóviet de Petrogrado y el comité provisional de la Duma, los dos órganos que habían formado el Gobierno. El Sóviet rechazó la alternativa de tomar inmediatamente el poder y aceptó la propuesta de sus dirigentes de tratar con el Gobierno.
Durante las negociaciones, que duraron de las diez de la noche a las cuatro de la madrugada del día siguiente, los ministros atribuyeron la crisis a un malentendido de la nota de Miliukov, mientras que este se negó a publicar una aclaración como le exigieron los representantes del Sóviet. El Sóviet había enviado a diez delegados de todas las tendencias, incluidas las más extremistas, en parte con el objetivo de convencer al Gobierno que sus exigencias en realidad eran moderadas comparadas con las de aquellas. Los delegados soviéticos, en todo caso y a pesar de sus críticas, trataron de no romper las negociaciones y alcanzar un pacto con los ministros.
Finalmente se redactó un nuevo comunicado que debía aclarar a los Gobiernos extranjeros la postura del Gobierno ruso respaldada por el Sóviet de Petrogrado, a pesar del continuo rechazo de Miliukov. El nuevo texto fue obra de Tsereteli y Nekrásov. A la vez que el Sóviet aprobaba la nueva redacción casi por unanimidad —dos mil votos contra treinta—, las noticias de choques llevaban a aprobar también la prohibición de manifestaciones para detener las protestas y evitar los incidentes armados. La prohibición acabó rápidamente con las manifestaciones y los enfrentamientos entre opositores y defensores de la postura del Gobierno. De esta manera, fue el Sóviet de Petrogrado y no el Gobierno el que restauró el orden, arrogándose para ello poderes que teóricamente correspondían a este. Esta intromisión fue bien vista incluso por el propio Gobierno, pues pareció que sólo la intervención del Sóviet podía evitar que los enfrentamientos se convirtiesen en una guerra civil. El Sóviet había demostrado su control sobre la población. El Gobierno, su incapacidad para mantener el orden por sí mismo. Esta demostración de fuerza no llevó a la conclusión de la necesidad de que este tomase en sus manos la responsabilidad de gobernar, sino que convenció a algunos de los dirigentes del Sóviet —aún en minoría— de la necesidad de formar un Gobierno de coalición entre los representantes burgueses y los socialistas. Al día siguiente de la aprobación de la nueva nota pactada entre el Sóviet y el Gobierno, el pleno del Sóviet aprobó por amplia mayoría apoyar el «crédito por la libertad».
La tensión y recelo entre el Gobierno y el Sóviet de Petrogrado, no obstante, continuaron. Estas desavenencias parecía que sólo podrían resolverse con la renuncia de Miliukov y la entrada de representantes del Sóviet en un nuevo gabinete, posibilidad rechazada en principio por las dos partes. La opinión pública también parecía favorecer un nuevo Gobierno de coalición que acabase con la dualidad de poder. El 26 de abriljul./ 9 de mayogreg., Kérenski hizo un llamamiento favorable a la constitución de tal Gobierno. Al día siguiente, el primer ministro Lvov escribió a Nikolái Chjeidze, presidente del Sóviet de Petrogrado, para que plantease la cuestión ante el comité ejecutivo del Sóviet. Este se hallaba dividido respecto a este asunto.

## Consecuencias

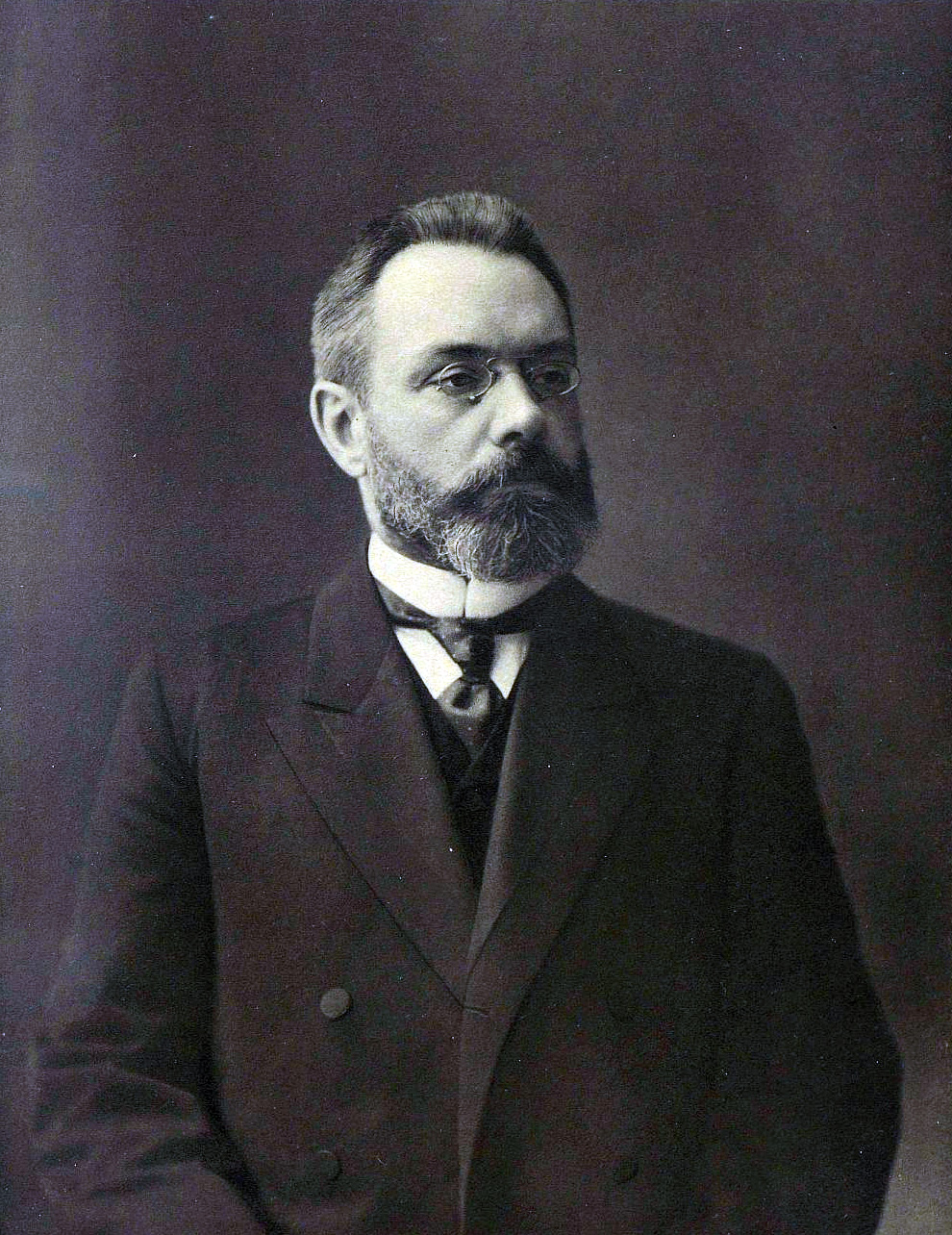
Aleksandr Guchkov, conservador ministro de Defensa. Su dimisión por sorpresa tras el final de las protestas supuso un nuevo revés para el Gobierno y forzó la entrada de los socialistas en el mismo en coalición, para tratar de resolver la crisis y acabar con su creciente debilidad.

La crisis entre el Gobierno y el Sóviet de Petrogrado llevó a la retirada de Miliukov del Gobierno provisional—2 de mayojul./ 15 de mayogreg.—, que quedó formado a partir de ese momento —5 de mayojul./ 18 de mayogreg.— por seis socialistas y nueve liberales —cinco de ellos kadetes—, en el primer Gobierno de coalición entre ambas fuerzas. Para ello el comité ejecutivo del Sóviet abolió la prohibición de la participación en el Gobierno, declarando como objetivos de esta participación la restauración del orden y el reforzamiento de la política de defensa en la guerra. Aquellos favorables a la entrada de socialistas en el Gobierno consideraron que la creación de la coalición reforzaría el poder del ejecutivo, que había quedado en entredicho durante las protestas. La política de colaboración fue ampliamente respaldada por la mayoría de los socialistas y por los liberales. Esta decisión no fue sencilla para el Sóviet, que primeramente rechazó la petición del Gobierno de entrar en el gabinete, considerando que su influencia sobre la población sería mayor si se mantenía fuera del Gobierno, controlándolo, pero apoyándolo. Efectivamente, días antes tanto el comité central menchevique como el propio comité ejecutivo central del Sóviet de Petrogrado habían rechazado el ingreso de los socialistas en el gabinete. Durante varios días, el comité ejecutivo trató desesperadamente de evitar el ingreso en el gabinete al tiempo que intentaba robustecer su autoridad. Con este propósito, llevó a cabo diversas medidas que resultaron vanas: respaldar sin condiciones el crédito gubernamental, admitir la autoridad de Kornílov sobre las tropas de la capital, omitir toda mención al plan de reforma del Ejército, solicitar a los campesinos que no tomasen la tierra antes de la convocatoria de la asamblea constituyente o admitir la posibilidad de una ofensiva militar como medida de defensa nacional.

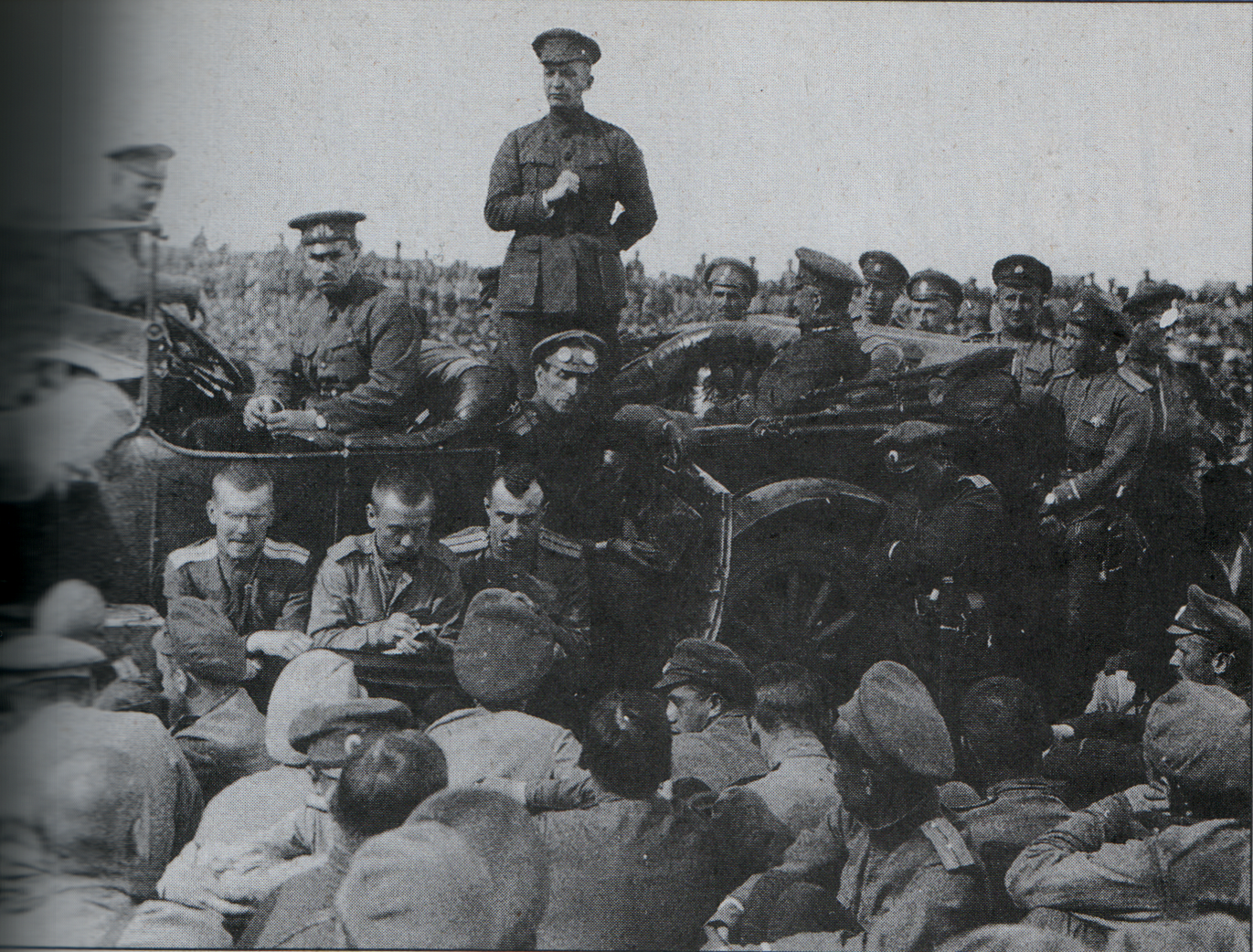
Kérenski arengando a las tropas. Una de las consecuencias de la crisis fue su asunción de la cartera de Defensa en el nuevo gabinete de coalición.

La sorprendente dimisión del derechista ministro de Defensa, Aleksandr Guchkov, el 29 de abriljul./ 12 de mayogreg. y la presión de los comités de soldados y de algunos oficiales, que deseaban que el control del Ejército pasase a los socialistas, hicieron que la mayoría de Sóviet cambiase de postura y se formase el primer gabinete de coalición, visto además como una de las escasas opciones para reforzar el Gobierno, debilitado por esta nueva dimisión y dispuesto a dimitir en pleno. Tras un debate que había durado toda la noche, el 1 de mayojul./ 14 de mayogreg. el comité ejecutivo del Sóviet aprobaba por cuarenta y cuatro votos a diecinueve la participación en el nuevo Gobierno. El cambio de opinión de Tsereteli a favor de la coalición ante la amenaza del gabinete de dimitir, lo que hubiese desencadenado un vacío de poder en la Administración que los dirigentes del Sóviet no deseaban gestionar directamente, resultó decisivo. Bolcheviques, cuatro socialrevolucionarios y tres mencheviques internacionalistas se habían opuesto a la decisión. El Sóviet aprobó poco después la decisión de su comité ejecutivo central. Ese mismo día, delegados del Gobierno y del Sóviet se reunieron para tratar la formación del nuevo gabinete; este adoptó la política exterior del Sóviet. La marcha de Miliukov debida al cambio de política no condujo al abandono de su partido —el único no socialista de importancia— del gabinete, para alivio del Sóviet. Su puesto pasó rápidamente a un nuevo ministro, Mijaíl Teréshchenko, millonario liberal que no pertenecía a ningún partido. Cuatro días después de la aprobación del ingreso en el nuevo Consejo de Ministros por Sóviet se creaba el nuevo gabinete de coalición.
La aparente fuerza de los socialistas en el nuevo gabinete entre los que se encontraban importantes figuras como Chernov —Agricultura—, Kérenski, Tsereteli —Correos y Telégrafos, pero, en realidad, representante principal del Sóviet de Petrogrado en el Gobierno— o Skóbelev —Trabajo—, por otra parte, era más aparente que real: el ministro de Justicia, Perevérzev, era más un independiente entre socialistas y liberales que un miembro claro del partido; Kerenski, teóricamente afiliado a los socialrevolucionarios, no se sometía a las decisiones de la organización, Peshejónov era un socialista popular, y el grupo en general no mantenía la cohesión. De todas formas, el comité ejecutivo creyó que el nuevo Gobierno, con socialistas y representantes de los liberales moderados en puestos clave, podría llevar a cabo las reformas políticas y sociales que creía necesarias para el desarrollo de la revolución y para garantizar la estabilidad gubernamental. El amplio apoyo obrero a la coalición fue además engañoso: mientras Tsereteli y sus partidarios la aceptaron como medida para reforzar la alianza con la burguesía y robustecer al Gobierno, los trabajadores esperaban que los ministros socialistas acelerasen la aplicación de las ansiadas reformas, imponiéndolas desde el seno del gabinete.
Otra importante consecuencia de la crisis fue el relevo del general Lavr Kornílov como jefe de la guarnición militar de la capital y su traslado al frente tras su incapacidad para controlar a las tropas de la ciudad, a las que había ordenado disparar contra los manifestantes, sin lograrlo por la contraorden del Sóviet. En la reforma del gabinete, Kérenski quedó a cargo de la cartera de Defensa.
La derecha, por su parte, aprovechó las protestas para comenzar la primera campaña pública de crítica al sistema de sóviets y a abogar por su disolución, achacando todos los males del país a su existencia. Los conservadores, encabezados por el Comité provisional de la Duma Estatal, defendían el reforzamiento del Gobierno a través del llamamiento patriótico a la continuación de la guerra hasta la victoria. Esta postura, sin embargo, fue rechazada de plano por el Gobierno, que prefirió pactar con el Sóviet de Petrogrado y formar el primer gabinete de coalición (1 de mayojul./ 14 de mayo de 1917greg.). Parte de los kadetes, opuestos al acuerdo con el Sóviet y con Miliukov a la cabeza, comenzaron a sopesar la posibilidad de instaurar una dictadura militar como forma de crear un Gobierno fuerte. La crisis de abril causó un cambio en las fuerzas burguesas rusas que dio lugar a una alianza contrarrevolucionaria meses más tarde; sus representantes abandonaron el Gobierno como consecuencia de la crisis.